# Csengele
Csengele je vas na Madžarskem, ki upravno spada pod podregijo Kisteleki Županije Csongrád.